# Ital
Az ital egy folyékony halmazállapotú élelmiszer, ami emberi fogyasztásra készült. Az italok többféleképpen csoportosíthatók. Az italok különböző változatai a tiszta víz, az alkoholos italok, az alkoholmentes italok, az üdítőitalok, a gyümölcs- vagy zöldséglevek és a meleg italok. Az italok az emberi test alapvető szükségleteit elégítik ki; ezen túl azonban a társadalom gasztronómiai kultúrájának részét is képezik.

## Víz
Annak ellenére, hogy szinte minden italnak magas víztartalma van, a vizet, mint folyadékot nem mindenki tekinti italnak. Több változatban is ismert: természetes víz, ásványvíz, keresztvíz stb. Az ital kifejezés általában a víztől különböző, iható folyadékokra használatos.

## Alkohol

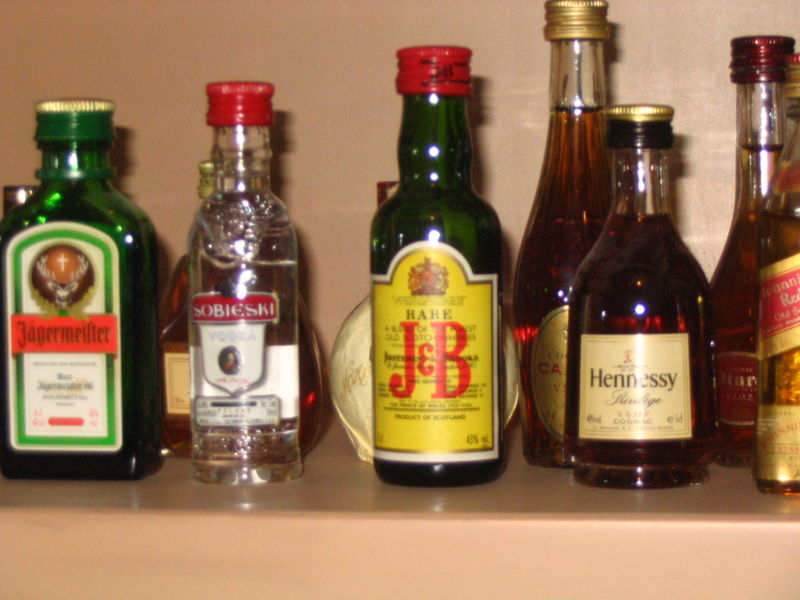
Égetett szeszek mini, egyadagos üvegekben

Alkoholos italnak nevezünk minden olyan italt, aminek jelentős (általában 1% fölötti) etanoltartalma, és emiatt narkotikus hatása van. Minden ital természetes erjedésből származó alkoholt tartalmaz, de két fő csoportra osztják őket aszerint, hogy egyszerű erjesztéssel készülnek (erjesztett italok), vagy az erjedt alapanyagból a desztilláció módszerével szeszt főznek (égetett szeszek). Az erjesztett italok (például a sör és a bor) általában 4–15% alkoholtartalmúak, de Ázsiában gyakran 18–20%-os italokat is erjesztenek (például rizsbort). Az égetett szeszek alkoholtartalma jellemzően igen magas, így szinte mindig hígítva, a legtöbbször 15–50% alkoholtartalommal kerülnek forgalomba.
A sör például már 8000 éve része az emberiség kultúrájának. Egyes országokban kulturális hagyománynak tekinthető az alkoholos italok fogyasztása helyi kocsmákban vagy bárokban (vö. bárital).

## Alkoholmentes italok
Az alkoholmentes ital nem vagy alig tartalmaz etanolt. Ide tartoznak az alkoholmentes sörök, a nem alkoholos borok, a murci, a must, vagy az alma cider, amennyiben kevesebb, mint 0,5% tömegszázalék-alkoholt tartalmaznak.

## Üdítőitalok
Az üdítőital kifejezés egyben meghatározza az alkohol hiányát is, hiszen az ital kifejezés gyakran érthető alkoholos italként is. Ebbe a kategóriába tartoznak a buborékos ásványvizek, a jeges teák, a limonádék, a különféle kólák és a gyümölcslevek, de további alkoholmentes italok is. A tej, kakaó, tea, kávé, milkshake-ek és a csapvíz nem számítanak üdítőitalnak. A cukrozott szénsavas italok egy része édesítőszerrel is kapható.

## Gyümölcslé

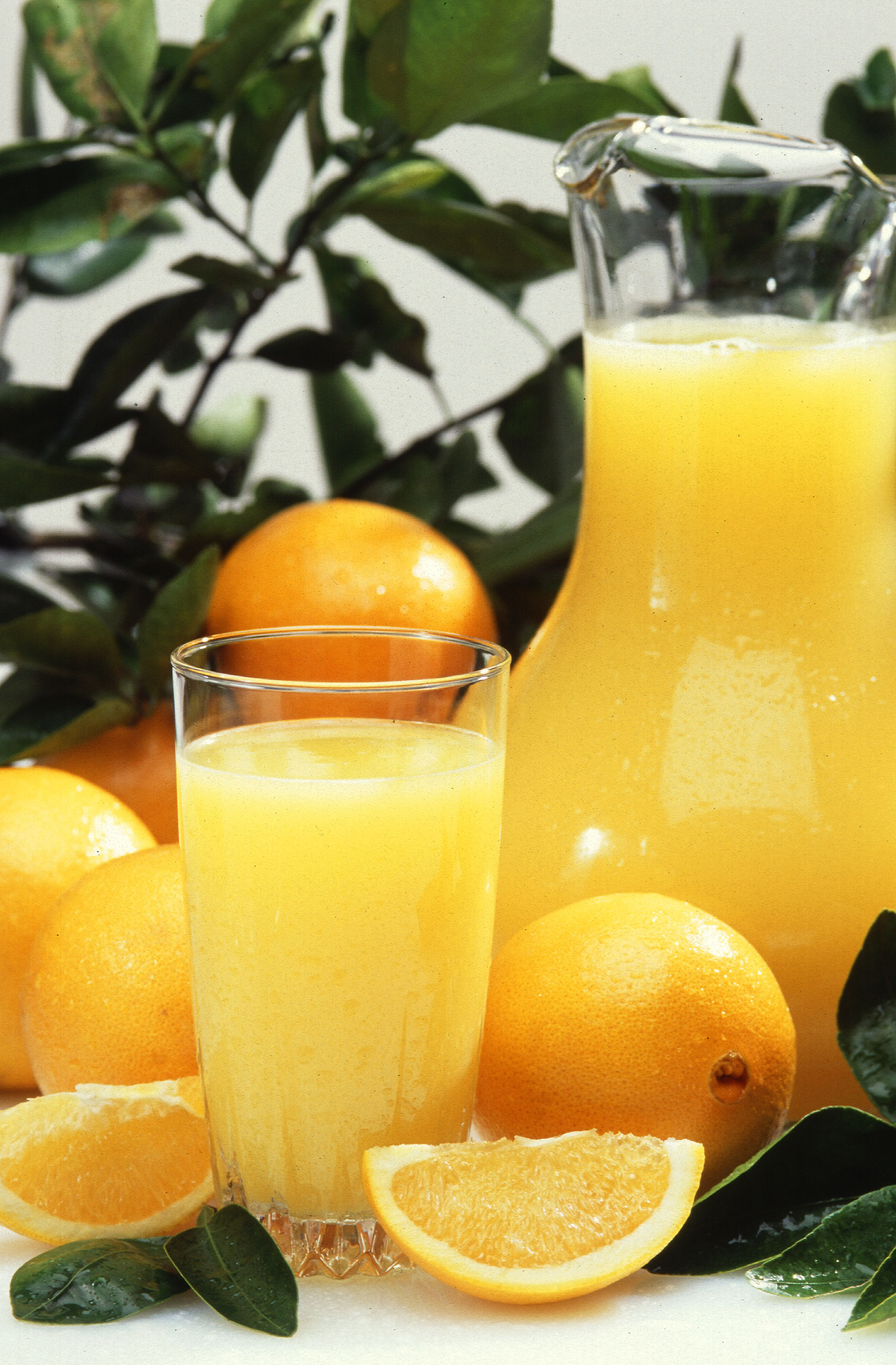
A narancslevet hidegen szolgálják fel

A gyümölcslevek természetes italok, amelyek nem vagy alig tartalmaznak adalékokat. A citrusfajták levei, mint pl. a narancsdzsúsz a legnépszerűbb reggeli italok közé tartoznak. A grapefruit juice, ananász, alma, szőlő, lime, és a citromlevek is igen népszerűek. A kókusztej magas tápértékű, frissítő ital. Többféle bogyós gyümölcsből is készítenek leveket, vízzel hígítva és megcukrozva őket. A málnából, a szederből és a kökényből igen népszerű gyümölcsleveket készítenek. A gyümölcsdzsúszok valószínűleg a legrégebbi italok, amelyeket a vízen kívül fogyasztottak a Földön. A szőlőlét hagyták megerjedni, ebből lett a bor. A narancslé és a kókusztej a világ legnépszerűbb üdítői.
A gyümölcsök igen romlékonyak, így a gyümölcslevek készítésének és tárolásának kialakulása komoly értéket jelentett. Vannak igen savas ízű gyümölcsök, amelyeket cukorral és vízzel kellett keverni, hogy egyáltalán fogyaszthatók legyenek. Régen a gyümölcsök konzerválása igen intenzív munka volt: a gyümölcsöt aprítani kellett, majd a tiszta dzsúszt cukorral összekeverni a palackozás előtt.

## Zöldségitalok
A zöldségekből készült italok melegen és hidegen is fogyaszthatók. Többféle zöldségből készítenek leveket, pl. répából, paradicsomból, uborkából, zellerből és másokból is. Egyes zöldségitalokat valamely gyümölcs levével kevernek a jobb íz érdekében. A legtöbb zöldséglé ugyanazokat a jótékony egészségügyi hatásokat fejti ki, mint a teljes zöldség, vagyis csökkentheti a szív- és koszorúér betegségek vagy a rák kialakulását, ugyanakkor pl. a magas paradicsomtartalmú levekben nátrium található, ezért fogyasztásukat csak mértékkel javasolják.

## Meleg italok

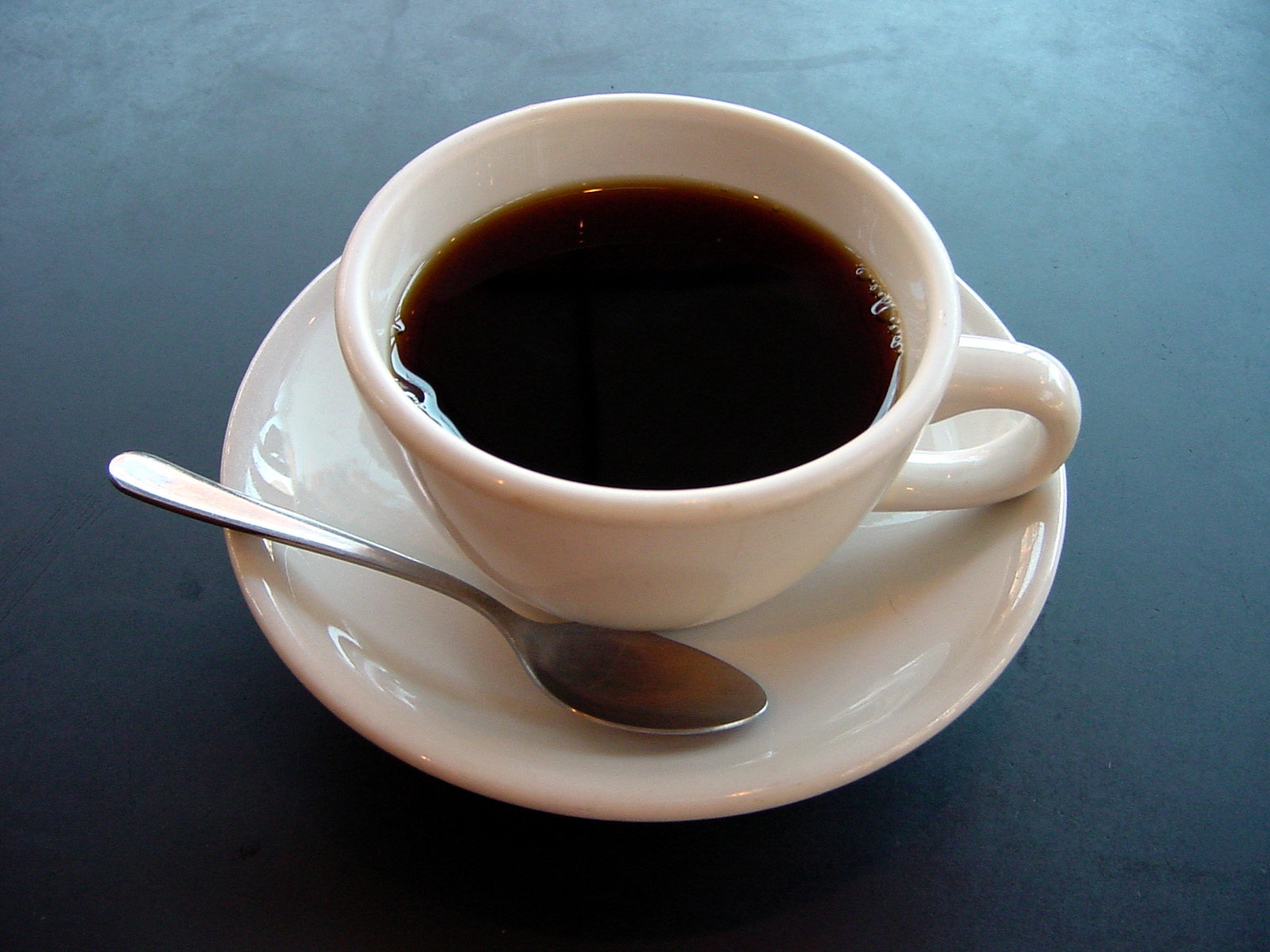
Egy csésze kávé

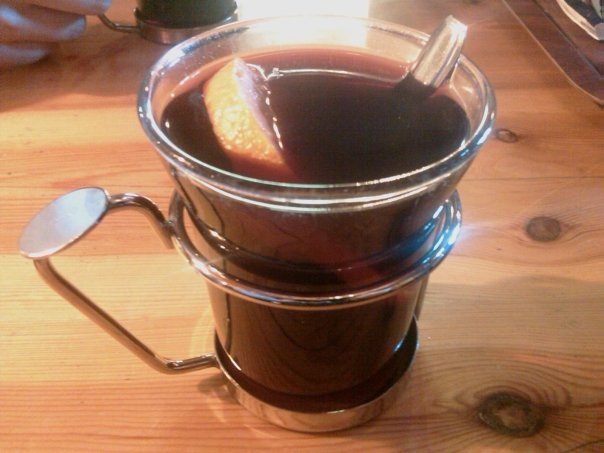
Forralt bor

Meleg italnak nevezünk minden olyan italt, amit melegen fogyasztunk; és valamely forró folyadék (víz, tej) hozzáadásával, vagy az ital közvetlen melegítésével készülnek. Példák:
- Kávé-alapú italok
  - Tejeskávé
  - Cappuccino
  - Kávé
  - Espresso
  - Frappé
  - Milo
  - Mocha
  - Latte
- Kakaó
- Meleg cider
  - Forralt cider
- Forralt bor
- Tea-alapú italok
  - Ízesített teák
  - Zöld tea
  - Tea
- Gyógytea

## Vegyes

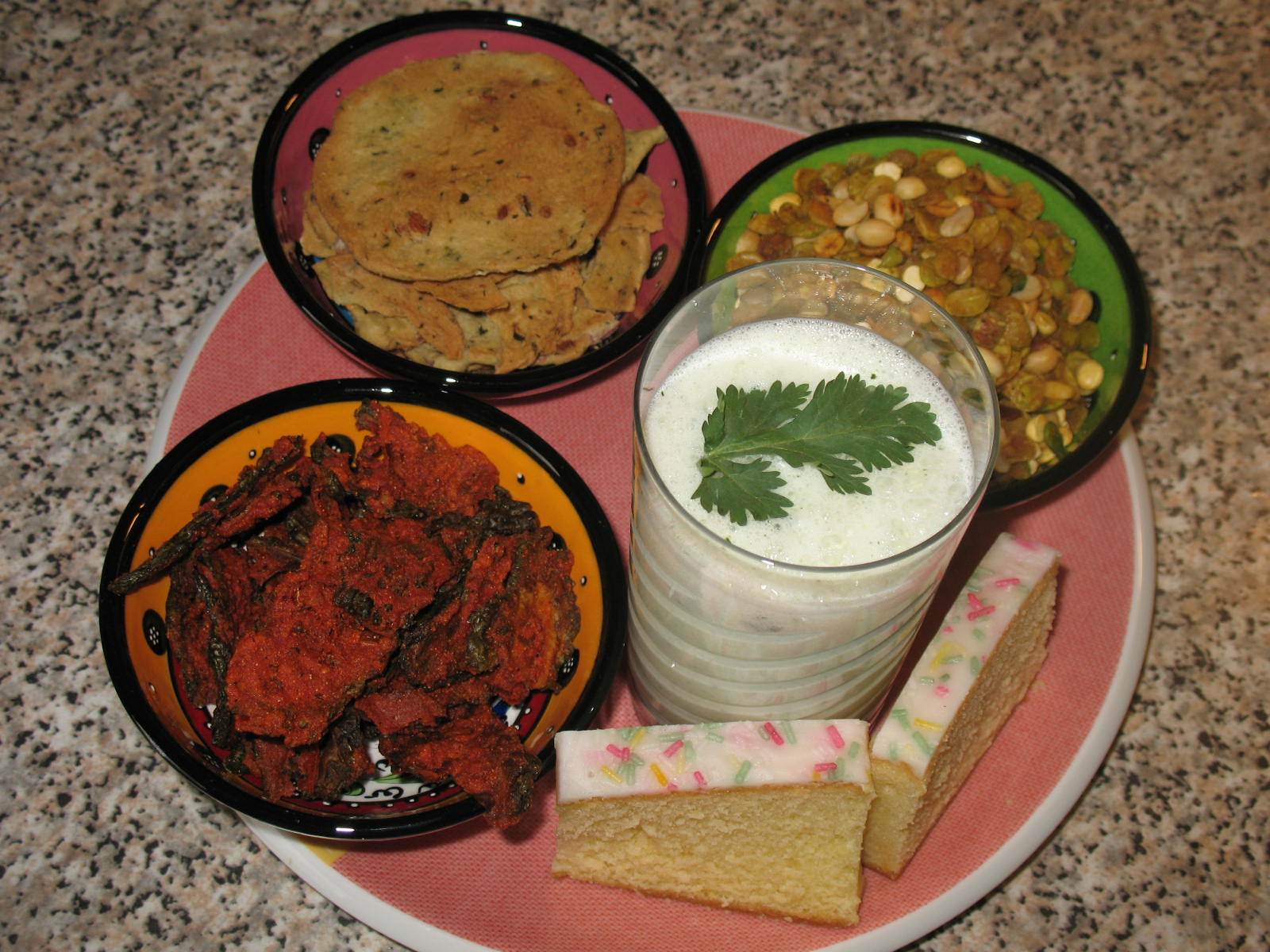
Masala tejes tea

Vannak olyan élelmiszerek, amelyek italként és ételként is kategorizálhatók, és sűrűségüktől és tartalmasságuktól függően kanállal és villával is fogyaszthatók.
- Kefir
- Leves
- Joghurt

## Mértékek
| Unit                | Európa |
| Unit                | ml     |
| ------------------- | ------ |
| teáskanál           | 5      |
| evőkanál            | 20     |
| folyadékuncia       | 30     |
| kupica              | 50     |
| dobozos ital        | 330    |
| pint                | 570    |
| tömény szeszes üveg | 750    |
| egy üveg bor        | 750    |